# 17257 Strazzulla
17257 Strazzulla este un asteroid din centura principală de asteroizi.

## Descriere
17257 Strazzulla este un asteroid din centura principală de asteroizi. A fost descoperit pe 26 aprilie 2000 la Stația Anderson Mesa în cadrul programului LONEOS. Asteroidul prezintă o orbită caracterizată de o semiaxă mare de 2,69 ua, o excentricitate de 0,12 și o înclinație de 12,2° în raport cu ecliptica.